# ガラタ

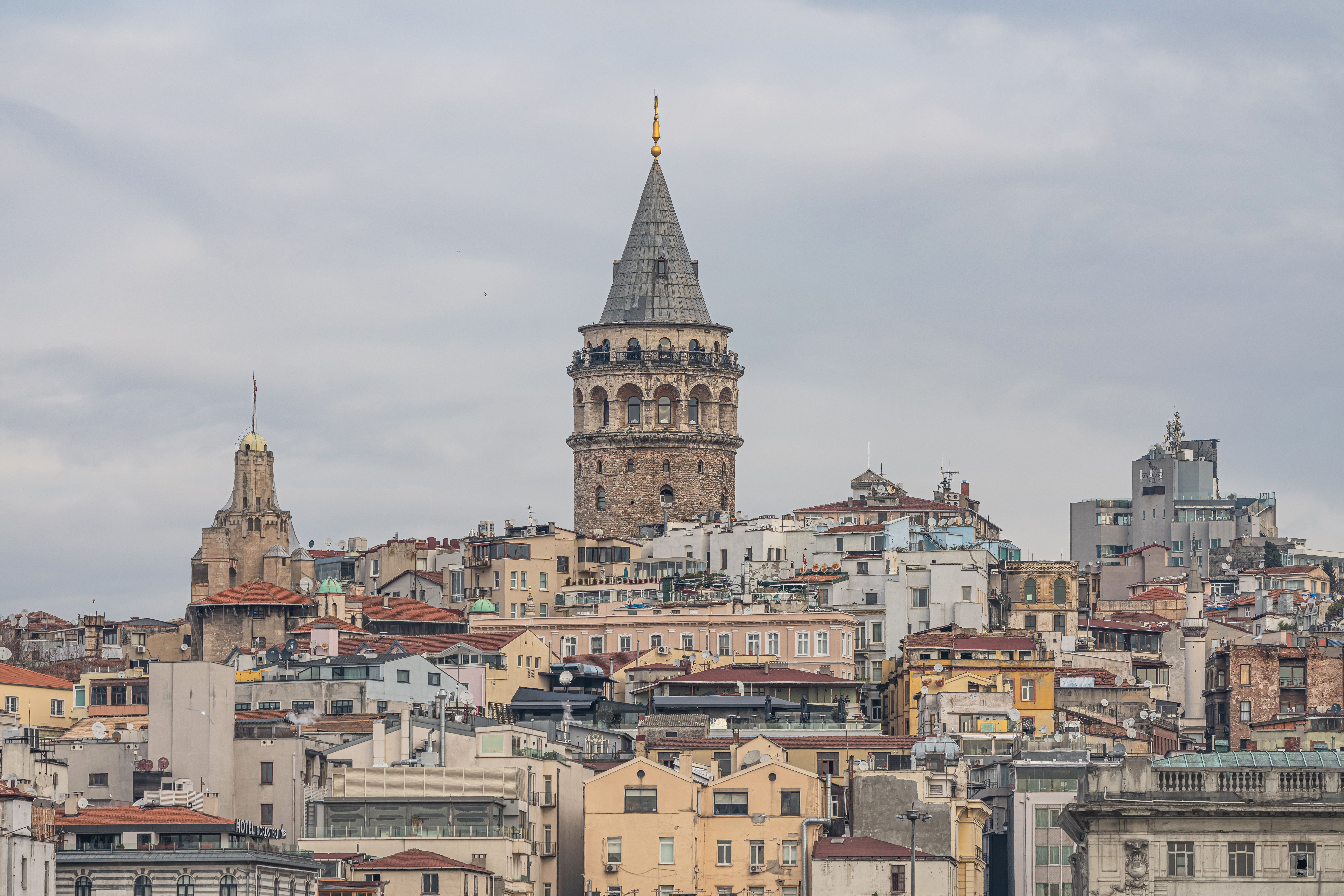
海から眺めたガラタ

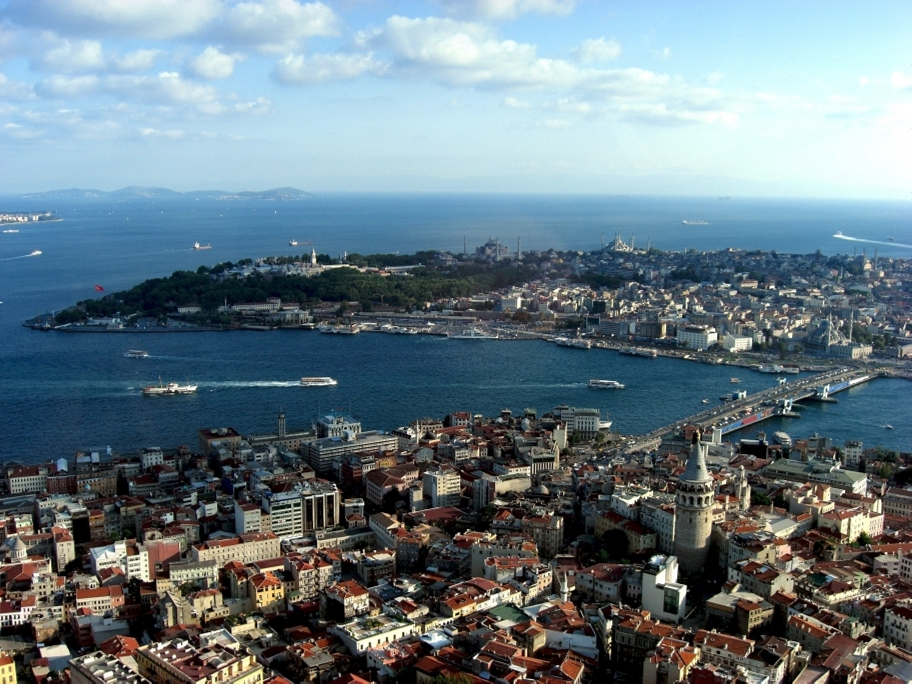
金角湾の手前がガラタ

ガラタまたはガラタ地区 （Galata）とは、トルコ共和国、イスタンブール、ベイオール（en:Beyoğlu）にある一角の名。現在はカラキョイ地区（en:Karaköy）の名で呼ばれている。かつてのコンスタンティノープルがあったヨーロッパ大陸側、金角湾の北岸に位置する。

## 歴史
歴史上、ガラタは古いギリシャ語のPeran en Sykais（対岸のイチジクの野原）に由来するペラ（Pera）の名で呼ばれた。その遙か後の東ローマ帝国時代、ガラタは、戦時ともなれば金角湾への侵入を防ぐ鉄鎖が据えられた大塔（megalos pyrgos、通称ガラタ塔）のある場所として有名になった。この塔は、第四回十字軍の最中の1204年に破壊された。しかしその後ジェノヴァ人によってキリスト塔の名をつけられ再建された。
ガラタの名の由来には諸説存在する。イタリアでは、下り坂を意味するcalataから生じたとする。ギリシャ人は、その名がガラクトス（中世初期にこの地にいたヒツジ飼いがいたことから、羊乳を意味する）か、ギリシャ語でケルト人を意味するガラト（Galat）から生じたと信じている。中央アナトリアに定住する前、ケルト系のガラティア人たちが、ヘレニズム時代にこの地に定住地を持っていたと考えられているためである。
最初、ガラタはコンスタンティノープルに隣接するジェノヴァ人地区であった。1171年3月、ガラタ地区が放火により被害を受けると、マヌエル1世コムネノスは、犯人はヴェネツィア人であるとして一方的にヴェネツィアとの同盟関係を破棄、東ローマ＝ヴェネツィア戦争（it）が1175年まで続いた。
1273年から、1453年のコンスタンティノープルの陥落まで、ガラタはジェノヴァ共和国の居留地であった。ガラタにあった中世のジェノヴァ共和国による城塞の壁は、その大部分が完全なまま19世紀まで残っていた。しかし、ベイオールなど北部へのイスタンブールの都市化拡大の波に押されて、壁は倒された。現在、ガラタ塔に近接する場所にわずかながらジェノヴァ時代の壁が残っている。
ジェノヴァ共和国の民衆隊長であったモンターノ・デ・マリニスの邸宅は、ジェノヴァ時代にパラッツォ・デル・コムーネとして知られており、1316年に建設された。これは現在廃墟となっている。ジェノヴァ人の邸宅のファサードにあった装飾の一部は、19世紀オスマン帝国時代の高層ビルの装飾品として使用された。ガラタの中にある銀行街（Bankalar Caddesi）は、オスマン帝国時代の金融の中心地であった。
ガラタには、その他にも特色ある建築物が残る。聖パウロ教会（1233年）は、ラテン帝国時代にドミニコ会派によって建設された。この建物を、1492年のスペイン異端審問によって追われイスタンブールへやってきたスペイン系アラビア人に対し、スルタンバヤズィト2世が授けた。現在はアラプ・モスク（アラビア人のモスク）として知られている。

## ギャラリー

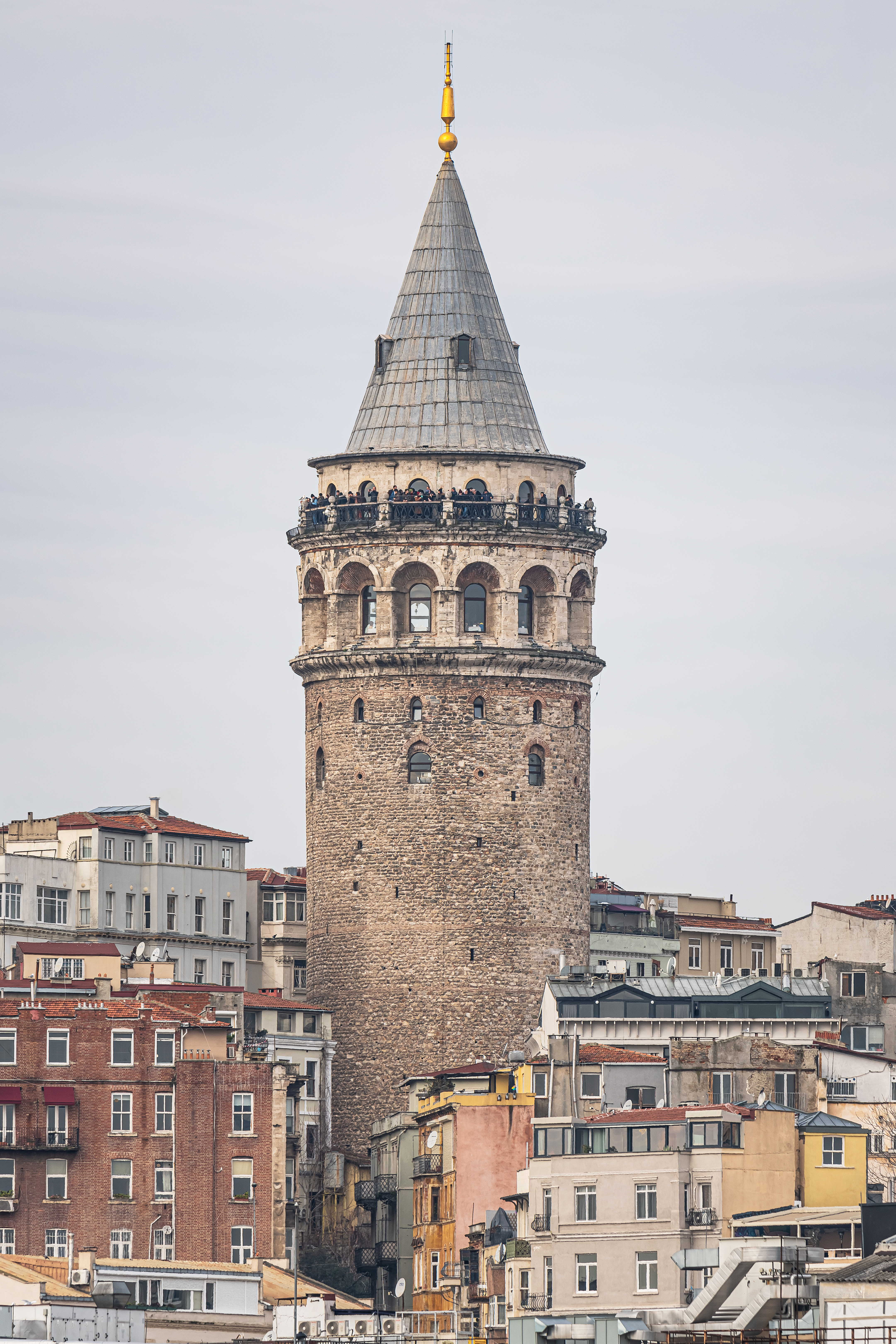
ガラタ塔